# L Krajowy Festiwal Piosenki Polskiej w Opolu
L Krajowy Festiwal Piosenki Polskiej w Opolu odbył się w dniach 14-16 czerwca 2013 r. w Amfiteatrze Tysiąclecia w Opolu. TVP powróciło z okazji jubileuszu, po trzech latach, do formuły trzydniowego festiwalu. Akcja promocyjna festiwalu ruszyła w mediach 1 czerwca 2013.

## Koncert „SuperPremiery 2013”
- Koncert odbył się 14 czerwca 2013.[1]
- Scenariusz i reżyseria: Konrad Smuga
- Prowadzący: Artur Andrus, Katarzyna Kwiatkowska i Robert Janowski

Występy pozakonkursowe:
- - Jubileuszowy 50 Festiwal otworzyła Joanna Moro, która zaśpiewała piosenkę „Człowieczy los” z repertuaru Anny German, w którą aktorka wcieliła się w serialu.
  - Następnie tradycyjnie występ laureata konkursu Premier z zeszłego roku, którym był zespół Enej z piosenką „Skrzydlate ręce”
  - W trakcie głosowania sms-owego trzy gwiazdy filmowe Ada Fijał, Anna Dereszowska i Maciej Zakościelny jako Trio Dwie + Jeden wykonali wiązankę przebojów „Iść w stronę słońca”, „Chodź pomaluj mój świat”, „Wyspa dzieci”, „Windą do nieba” (z repertuaru zespołu grupy Dwa Plus Jeden).

- Nagroda TVP Polonia „Artysta bez granic” – Golec uOrkiestra
- SuperPremiera Programu 1 Polskiego Radia – Golec uOrkiestra „Młody maj”.
- SuperPremiera Super Expressu – Honorata Honey Skarbek „Nie powiem jak”.
- SuperPremiera - Nagroda im. Karola Musioła (sms) – Golec uOrkiestra „Młody maj”.

| „SuperPremiery” | „SuperPremiery”        | „SuperPremiery”     |
| Lp.             | Wykonawca              | Piosenka            |
| --------------- | ---------------------- | ------------------- |
| 1.              | Golec uOrkiestra       | „Młody maj”         |
| 2.              | Varius Manx i Edi Ann  | „Mamy teraz siebie” |
| 3.              | Honorata Honey Skarbek | „Nie powiem jak”    |
| 4.              | Krzysztof Kiljański    | „Zawsze obok mnie”  |
| 5.              | Stashka                | „Na skraj świata”   |
| 6.              | Rafał Brzozowski       | „Za mały świat”     |
| 7.              | Natalia Przybysz       | „Niebieski”         |
| 8.              | Magda Steczkowska      | „Odchodzę”          |
| 9.              | Olga Bończyk           | „Nie zatrzymuj się” |
| 10.             | MoMo                   | „Od dzisiaj”        |

- Początkowo na liście uczestników  była Patrycja Markowska z utworem „Dzień za dniem” jednak zdecydowała się zrezygnować dobrowolnie z występu w Opolu i jej miejsce zajęła |Magda Steczkowska z kawałkiem „Odchodzę”.

## Koncert „Sing Sing – SuperDebiuty 2013 z Marylą!”
- Koncert odbył się 14 czerwca 2016.[2]:
- Scenariusz i reżyseria: Artur Burchacki
- Prowadzący: Maryla Rodowicz i Borys Szyc

- Zespoły, które walczyły o nagrodę im. Anny Jantar wyłoniła ikona opolskiego festiwalu – Maryla Rodowicz, która debiutowała w Opolu 45 lat temu. Piosenkarka otworzyła koncert wykonując w duecie z Borysem Szycem „Wariatka tańczy”. W trakcie głosowania sms-owego artystka zaśpiewała „Zamiast wódkę pić” oraz „W górę szlaban” (w chórkach śpiewał znany Damian Skoczyk).
- Wszyscy uczestnicy konkursu zaprezentowali swoje interpretacje  utworów z repertuaru Maryli.

- Nagroda SAWP dla Internetowego Debiutu 2013 – Angelika Frej
- SuperDebiut2013 – nagroda im. Anny Jantar – Karolinka – Natalia Sikora za wykonanie piosenki „Konie narowiste”
- Nagroda Programu 1 Polskiego Radia (udział laureata w trasie koncertowej „Lato z Radiem 2013”) – Natalia Sikora
- Nagroda Super Expressu za największy przebój Festiwalu w Opolu – piosenka wybrana głosami czytelników – utwór „Niech żyje bal” Maryli Rodowicz

| „SuperDebiuty” | „SuperDebiuty”                                                                      | „SuperDebiuty”                        |
| Lp.            | Wykonawca                                                                           | Piosenka                              |
| -------------- | ----------------------------------------------------------------------------------- | ------------------------------------- |
| 1.             | Singin’ Birds                                                                       | „Sing Sing”                           |
| 2.             | Maja Szymanowska                                                                    | „Nie wiem czy wytrzymasz ze mną mały” |
| 3.             | Eden Express                                                                        | „Ludzkie gadanie”                     |
| 4.             | Marcin Januszkiewicz                                                                | „Na kulawej naszej barce”             |
| 5.             | Fun Fire                                                                            | „Dworzec”                             |
| 6.             | Tomasz Korpanty                                                                     | „Łatwopalni”                          |
| 7.             | Paulina Lulek (laureatka regionalnych eliminacji organizowanych przez miasto Opole) | „Małgośka”                            |
| 8.             | Maciej Pintscher                                                                    | „Na odległość”                        |
| 9.             | Marta Podulka                                                                       | „Dobranoc panowie”                    |
| 10.            | Natalia Sikora (zwyciężczyni 2 edycji The Voice of Poland)                          | „Konie narowiste”                     |

## Koncert „SuperJedynki 2013”
- Koncert odbył się 15 czerwca 2013.
- Scenariusz i reżyseria: Leszek Kumański
- Prowadzący: Katarzyna Pakosińska i Artur Orzech

Konkurs Superjedynek były wspólnie organizowanego przez Program 1 Telewizji Polskiej, Polskie Radio Program 1 i Super Express.
Plebiscyt SuperJedynek odbywał się w trzech etapach:
- etap I – wyłonienie nominowanych

Nominacje były przygotowane w oparciu o rankingi Związku Producentów Audio-Video: oficjalną listę sprzedaży albumów fonograficznych – Olis i listę najczęściej odtwarzanych utworów słowno-muzycznych w stacjach radiowych i telewizyjnych – Air Plays w okresie: 18.06.2012 r. – 24.03.2013 r.;
- etap II – to głosowania czytelników i słuchaczy (od 15 kwietnia do 10 maja) i internautów (od 20 maja do 13 czerwca);
- etap III – głosowanie widzów na żywo podczas koncertu w Opolu, po wykonaniu przez, każdego z artystów piosenki ze swojego repertuaru.

Podkreślając wyjątkowy jubileuszowy charakter tegorocznego Festiwalu w tej edycji SuperJedynek pojawiły się gwiazdy specjalne – artyści, którzy przez lata najczęściej byli nagradzani przez widzów w tym plebiscycie. Gwiazdy te zaprezentowały specjalnie jubileuszowe mini-recitale. Artyści, którzy wystąpili: Bajm, Ania Wyszkoni, IRA, Sylwia Grzeszczak i Blue Cafe.
Nominowani i zwycięzcy w koncercie SuperJedynek:
SuperArtysta
- Rafał Brzozowski – zwycięzca
- Donatan

W II etapie odpadli:
- Artur Andrus
- Kamil Bednarek
- Andrzej Piaseczny

SuperArtystka
- Ewelina Lisowska – zwycięzca
- Jula

W II etapie odpadli:
- Maria Peszek
- Ania Dąbrowska
- Monika Brodka

SuperZespół
- Enej
- Pectus – zwycięzca

W II etapie odpadli:
- Zakopower
- T.Love
- Loka

SuperPrzebój
- „Skrzydlate ręce” – Enej – zwycięzca
- „Prawdziwe powietrze” – Loka

W II etapie odpadli:
- „Tak blisko” Rafał Brzozowski
- „Nieodporny rozum” Ewelina Lisowska
- „Nie zatrzymasz mnie” Jula

SuperAlbum – Początkowo miał zostać wyłoniony zwycięzca także w tej kategorii, nominowani:
- „Myśliwiecka” – Artur Andrus
- „Bawię się świetnie” – Ania Dąbrowska

W II etapie odpadli:
- „Jezus Maria Peszek” Maria Peszek
- „Jestem…” Kamil Bednarek
- „Do rycerzy, do szlachty, doo mieszczan” Hey

Jak poinformowano „z przyczyn niezależnych od TVP niemożliwe będzie wyłonienie zwycięzcy w kategorii „SuperAlbum”. Na jej miejsce wprowadzono superjedynkę za SuperWystęp, który otrzymać miała osoba (zespół), z najlepszym zdaniem telewidzów wykonaniem konkursowym, jakie zaprezentowano na koncercie.
- Pectus – zwycięzca

Nagrody dodatkowe przyznane przez partnerów SuperJedynek – Programu 1 Polskiego Radia oraz Super Expressu:
- SuperNagoda dla zespołu Bajm
- SuperNagroda dla zespołu IRA
- SuperNagroda dla zespołu Blue Cafe
- SuperNagroda dla Ani Wyszkoni
- SuperNagroda dla Sylwii Grzeszczak

## Kabareton „Wszystko na raty! (cz.1)”, „Trwaj dato ważności! (cz.2)”
- Koncert odbył się 15 czerwca 2013.
- Reżyseria: Beata Harasimowicz
- Scenariusz: Robert Górski
- Prowadzący: Robert Górski i Mikołaj Cieślak (obydwaj z Kabaretu Moralnego Niepokoju)

Na scenie Amfiteatru zaprezentowały się najpopularniejsze kabarety, komicy i satyrycy – przedstawią premierowy Kabareton odwołujący się do legendarnego programu kabaretu TEY S tyłu sklepu z 1980 roku. Gospodarzami wieczoru byli sprzedawcy: kierownik nocnej zmiany (Robert Górski) i uczeń, który niedawno podjął pracę w centrum (Mikołaj Cieślak).
W kabaretonie wystąpili: Kabaret Moralnego Niepokoju, Kabaret Ani Mru Mru, Kabaret Paranienormalni, Marcin Daniec, Andrzej Grabowski, Kabaret Nowaki, Grupa MoCarta, Koń Polski, Rudi Schuberth i Wały Jagiellońskie oraz gościnnie Czesław Mozil.

## Koncert „Opole! Kocham Cię! – Gala Jubileuszowa”
- Koncert odbył się 16 czerwca 2013.
- Reżyseria: Marek Bik
- Prowadzący: Joanna Moro i Piotr Polk oraz Maria Szabłowska i Paweł Sztompke

- Podczas trzeciego dnia 50. KFPP w Opolu, amfiteatr wypełniły gwiazdy polskiej estrady oraz ich największe przeboje, które przez 50 lat wykreował Festiwal w Opolu. * Widowisko to zostało zaprezentowane w dwóch częściach, a poprowadzą je dwie pary popularnych gwiazd TVP i Polskiego Radia.
- Wykonawcom towarzyszyła Polska Orkiestra Radiowa, pod kierownictwem Tomasza Szymusia.

- Koncert otworzyła Irena Santor z piosenką Powrócisz tu. Następnie zebranych powitał Jacek Fedorowicz, który był prowadzącym pierwszego festiwalu w Opolu oraz minister kultury Bogdan Zdrojewski.
- Na koncercie przeplatały się ze sobą wykonania oryginalne gwiazd polskiej piosenki z występami gwiazd młodszego pokolenia śpiewających utwory nieobecnych lub nieżyjących już twórców, a także komentarze, anegdoty, wspomnienia i materiały archiwalne.

### Lista wykonawców
| „Opole! Kocham Cię! – Gala Jubileuszowa” | „Opole! Kocham Cię! – Gala Jubileuszowa”               | „Opole! Kocham Cię! – Gala Jubileuszowa” |
| Lp.                                      | Wykonawca                                              | Piosenka |
| ---------------------------------------- | ------------------------------------------------------ | --- |
| 1.                                       | Irena Santor                                           | „Powrócisz tu” |
| 2.                                       | Alicja Majewska i Włodzimierz Korcz                    | „Jeszcze się tam żagiel bieli” |
| 3.                                       | Golec uOrkiestra                                       | „Cicha woda” (z repertuaru Zbigniewa Kurtycza) „Lornetka” „Ściernisko”                                                                                          |
| 4.                                       | Natalia Kukulska                                       | „Radość najpiękniejszych lat” (z repertuaru Anny Jantar) „Piosenka światłoczuła” „Tyle słońca w całym mieście”                                                  |
| 5.                                       | Zbigniew Wodecki                                       | „Sen o Warszawie” (z repertuaru Czesława Niemena) |
| 6.                                       | Bohdan Łazuka                                          | „To było tak” |
| 7.                                       | Skaldowie                                              | „Wszystko mi mówi, że mnie ktoś pokochał” |
| 8.                                       | Halina Mlynkova                                        | „Czerwone korale” (z repertuaru zespołu Brathanki) |
| 9.                                       | Kayah i Marcin Wyrostek                                | „Testosteron” |
| 10.                                      | Feel                                                   | „No pokaż na co cię stać” „Jolka, Jolka pamiętasz” (z repertuaru zespołu Budka Suflera i Felicjana Andrzejczaka)                                                |
| 11.                                      | Natalia Niemen                                         | „Dziwny jest ten świat” (z repertuaru Czesława Niemena) |
| 12.                                      | Irena Santor                                           | „Kręci mnie ten świat” |
| 13.                                      | Andrzej Dąbrowski                                      | „Do zakochania jeden krok” |
| 14.                                      | Kombii                                                 | „Słodkiego miłego życia” |
| 15.                                      | Alicja Majewska i Włodzimierz Korcz                    | „Odkryjemy miłość nieznaną” |
| 16.                                      | Kayah i Krzysztof Kiljański                            | „Prócz ciebie, nic” |
| 17.                                      | Michał Bajor                                           | „Ogrzej mnie” |
| 18.                                      | Aga Zaryan                                             | „Uciekaj serce moje” (z repertuaru Seweryna Krajewskiego) |
| 19.                                      | Jerzy Połomski                                         | „Daj” „Bo z dziewczynami” |
| 20.                                      | Joanna Kulig                                           | medley przebojów „Chłopiec z gitarą” (z repertuaru Karin Stanek) „Rudy rydz” (z repertuaru Heleny Majdaniec) „O mnie się nie martw” (z repertuaru Kasi Sobczyk) |
| 21.                                      | Łukasz Zagrobelny                                      | „Goniąc kormorany” „Kochać” (obie z repertuaru Piotra Szczepanika)                                                                                              |
| 22.                                      | Rafał Brzozowski                                       | „Tak bardzo się starałem” (z repertuaru zespołu Czerwone Gitary)                                                                                                |
| 23.                                      | Jan Pietrzak                                           | „Pamiętajcie o ogrodach” „Żeby Polska była Polską” |
| 24.                                      | Maryla Rodowicz                                        | „Rozmowa przez ocean” „Wielka woda” „Niech żyje bal" |
| 25.                                      | Maryla Rodowicz i Andrzej Sikorowski                   | „Bardzo smutna piosenka retro” (z repertuaru zespołu Pod Budą)                                                                                                  |
| 26.                                      | Andrzej Rybiński                                       | „Nie liczę godzin i lat” |
| 27.                                      | Zbigniew Wodecki                                       | „Zacznij od Bacha” |
| 28.                                      | Stan Borys                                             | „Jaskółka uwięziona” |
| 29.                                      | Renata Przemyk                                         | „Zapomniałam” (z repertuaru Urszuli Sipińskiej) |
| 30.                                      | Ania Rusowicz                                          | „Poszłabym za tobą” (z repertuaru zespołu Breakout i Miry Kubasińskiej)                                                                                         |
| 31.                                      | Marek Dyjak                                            | „Rebeka” (z repertuaru Ewy Demarczyk) |
| 32.                                      | Halina Frąckowiak                                      | medley „Papierowy księżyc” „Tin Pan Alley” „Serca gwiazd” |
| 33.                                      | Małgorzata Ostrowska                                   | „Szklana pogoda” (z repertuaru zespołu Lombard) |
| 34.                                      | Grzegorz Turnau                                        | „Cichosza” |
| 35.                                      | Ania Dąbrowska                                         | „Nie pytaj o Polskę” (z repertuaru zespołów Obywatel G.C. i Republika)                                                                                          |
| 36.                                      | Hanna Banaszak                                         | „Nie, nie możesz teraz odejść” |
| 37.                                      | Mela Koteluk i Jan Młynarski                           | „Dziewczyny, bądźcie dla nas dobre na wiosnę” „Jesteśmy na wczasach” (obie z repertuaru Wojciecha Młynarskiego)                                                 |
| 38.                                      | Magda Umer                                             | „Piosenka o okularnikach” (z repertuaru Sławy Przybylskiej i Kazimiery Utraty)                                                                                  |
| 39.                                      | Krystyna Prońko                                        | „Niech moje serce kołyszę ciebie do snu” „Jesteś lekiem na całe zło”                                                                                            |
| 40.                                      | Tadeusz Woźniak                                        | „Zegarmistrz światła” |
| 41.                                      | Elżbieta Wojnowska                                     | „Sztuczny miód” (z repertuaru Barbary Krafftówny i Katarzyny Groniec)                                                                                           |
| 42.                                      | Grażyna Łobaszewska                                    | „Czas nas uczy pogody” |
| 43.                                      | Mietek Szcześniak                                      | „Biały krzyż” (z repertuaru zespołu Czerwone Gitary i Krzysztofa Klenczona)                                                                                     |
| 44.                                      | Wszyscy wykonawcy                                      | „Dni, których nie znamy” (z repertuaru Marka Grechuty) |
| 45.                                      | Zespół Pieśni i Tańca „Śląsk” im. Stanisława Hadyny \| | „Poszła Karolinka” |

- Wśród gości komentujących pojawili się także: Katarzyna Gärtner, Jerzy Gruza, Bogdan Olewicz.

- Koncert trwał ponad pięć godzin. Na zakończenie minister kultury Bogdan Zdrojewski, prezes TVP Juliusz Braun oraz wiceprezydent Opola Krzysztof Kawałko rozpoczęli krojenie okolicznościowego tortu.

Nagrody:
- Ikona Festiwalu – (zamiast tradycyjnego Grand Prix) nagrody Prezesa Zarządu TVP dla gwiazd od lat związanych z Festiwalem – najwybitniejsze osobowości opolskiego Festiwalu zostały wyróżnione przez Telewizję Polską i miasto Opole; nagrody otrzymali wokaliści, muzycy, kompozytorzy, autorzy tekstów – łącznie prawie sto osób.
- Diamentowy Mikrofon – nagroda Prezesa Zarządu Polskiego Radia – Irena Santor
- Nagroda czytelników Tele Tygodnia – piosenka „Dziwny jest ten świat” Czesława Niemena (nagrodę odebrała żona artysty Małgorzata Niemen, a piosenkę zaśpiewała jego córka, Natalia Niemen)
- Złoty Kogut – nagroda Polskich Nagrań – Halina Frąckowiak
- Nagroda Dziennikarzy i Fotoreporterów akredytowanych na 50.KFPP Opole2013 – Marek Grąbczewski, mikrofoniarz TVP (który na festiwalu pracuje od 30 lat).

## Oglądalność
Wedle danych Nielsen Media Research koncerty oglądało średnio ponad 3,7 mln widzów.
W sobotę koncert „SuperJedynki” w grupie 4+ obejrzało 4,164 mln widzów TVP1 (udziały 35 proc.), a w komercyjnej grupie (16-49 lat) 1,339 mln (udziały 28,9 proc.). Natomiast „SuperPremiery” zgromadziły przed telewizorami nastawionymi na Jedynkę 4,051 mln widzów, a w grupie komercyjnej 1,136 mln osób (udziały 22,2 proc.). Mimo późnej pory (22.53-0.03) podczas oglądania pierwszej części „Kabaretonu” bawiło się w grupie 4+ aż 3,776 mln osób (udziały 40,4 proc.), natomiast w grupie 16-49 lat 1,545 mln widzów (udziały 37,2 proc.). Największym zainteresowaniem cieszył się niedzielny koncert „Opole Kocham Cię! – Gala Jubileuszowa”. Pierwsza część w grupie 4+ przyciągnęła aż 5,616 mln widzów (udziały 39,4 proc.), a w grupie młodych widzów – 1,735 mln osób (udziały 28,8 proc.). Także w TVP Polonia koncert oglądało 761 tys..